# しまなみ信用金庫
しまなみ信用金庫（しまなみしんようきんこ）は、広島県三原市に本店を置く信用金庫。

## 沿革
- 1944年　三原信用組合として設立。
- 1951年　三原信用金庫に改組。
- 1994年11月7日　尾道信用金庫を合併、かもめ信用金庫に名称変更。
- 2003年1月14日　福鞆信用金庫と合併、しまなみ信用金庫に名称変更。
- 2006年10月20日　同日の営業を持って、糸崎西支店・草戸支店・哲西支店が廃止（業務継承店：本店営業部・福山営業部・東城支店）。ただし、廃止後も無人店舗としてATMは存続。
- 2008年9月30日　同日の営業を持って、イオン三原出張所（インストアブランチ）が廃止。ただし、廃止後も無人店舗としてATMは存続。
- 2009年9月30日　同日の営業を持って、福山ロッツ出張所（インストアブランチ）が廃止。ただし、廃止後もATMは存続。
- 2011年11月4日　10支店の統廃合をおこなう（これにより本支店数は33店から23店へ）。

## ATMについて
しまなみ信用金庫のATM・CD（他の金融機関との共同ATM・CDを除く）では、他の信用金庫のキャッシュカードでも、「しんきんATMゼロネットサービス」により、平日8:45～18:00の入出金、土曜9:00～14:00の出金に限り手数料が無料となる。
また、広島銀行・もみじ銀行・JAバンク広島・JA広島信連（以上「ひろしまネットサービス」によるATM・CD相互無料提携金融機関）のキャッシュカードでも、平日8:45～18:00の出金は手数料が無料、平日8:00～8:45・18:00～21:00の出金、土曜・休日9:00～17:00の出金は手数料が108円となる。